# Dietfried
Dietfried oder Dietfrid ist ein deutscher männlicher Vorname. Der Name setzt sich aus den althochdeutschen Wörtern „diot“ (‚Volk‘) und „fridu“ (‚Friede‘) zusammen.

## Bekannte Namensträger
- Dietfried Bernet (1940–2011), österreichischer Dirigent
- Dietfried Gerhardus (1938–2022), deutscher Professor für Kunstwissenschaft, Literaturwissenschaft und Philosophie
- Dietfried Jorke (1926–2019), deutscher Internist und Hämatologe
- Dietfried Kienast (* 1940), deutscher Basketballspieler und -trainer
- Dietfrid Krause-Vilmar (* 1939), deutscher Erziehungswissenschaftler und Historiker
- Dietfried Krömer (1938–2006), deutscher Altphilologe
- Dietfried Müller-Hegemann (1910–1989), deutscher Facharzt für Psychiatrie und Neurologie

## Nebenformen
Theofried und Theofrid stellen Wortformen des Namens dar. Bei dem Namen Thilo handelt es sich um eine Abkürzung von Namen, die aus der Vorsilbe Diet gebildet werden.